# ГКИ-Газпром
МФК «ГКИ-Газпром» — мини-футбольный клуб из Москвы, существовавший в 1989—2002 годах. Первый и единственный чемпион СССР по мини-футболу.

## Названия
| с 1989 | по 1997 | КСМ-24 (Москва)      |
| с 1997 | по 1998 | ГКИ-КСМ (Москва)     |
| с 1998 | по 2002 | ГКИ-Газпром (Москва) |

## История
Во второй половине 1980-х годов Комбинатом строительных материалов-24 был основан мини-футбольный клуб КСМ-24. Его главным тренером и вратарём стал Виктор Владющенков, до этого выступавший в московском «Спартаке» и волгоградском «Роторе». Именно КСМ-24 удалось стать первым и единственным чемпионом СССР по мини-футболу. В сезонах 1993-94 и 1995-96 ему удалось отличиться и в чемпионатах России, выиграв бронзовые и серебряные медали. Затем команду приобрёл «Газкомплектимпэкс» и она была переименована в ГКИ-КСМ, а некоторое время спустя в «ГКИ-Газпром». В сезоне 1996-97 команда вновь выиграла серебряные медали чемпионата и дошла до финала кубка России, где уступила московской «Дине».
В сезонах 1997—1998 и 1999—2000 «ГКИ-Газпром» вновь выигрывал бронзовые медали. А в 2001 году, обыграв «Норильский никель», он стал обладателем кубка России. Позже в матче за суперкубок России «газовики» обыграли московский «Спартак». В то время в «ГКИ-Газпром» привлекалось много иностранцев, и именно в его составе в 2001 году впервые в истории российского мини-футбола на площадке появилась четверка, составленная целиком из южноамериканских легионеров.
Сезон 2001/02 стал для «ГКИ-Газпрома» удачным — серебряные медали. Однако в межсезонье у клуба возникли финансовые проблемы, и многие его игроки перешли в московское «Динамо» и другие клубы. Прямо перед началом сезона он снялся с соревнований и прекратил своё существование.

## Выступления в Чемпионатах России

Чемпионский состав 1991 года

| Сезон   | Лига                 | Занятое Место                       |
| ------- | -------------------- | ----------------------------------- |
| 1991    | Высшая лига СССР (I) | 1                                   |
| 1992    | Высшая лига СНГ (I)  | 4                                   |
| 1992/93 | Высшая лига (I)      | 4                                   |
| 1993/94 | Высшая лига (I)      | 3                                   |
| 1994/95 | Высшая лига (I)      | 9                                   |
| 1995/96 | Высшая лига (I)      | 2                                   |
| 1996/97 | Высшая Лига (I)      | 2                                   |
| 1997/98 | Высшая лига (I)      | 3                                   |
| 1998/99 | Высшая Лига (I)      | 5                                   |
| 1999/00 | Высшая Лига (I)      | 3                                   |
| 2000/01 | Высшая Лига (I)      | 6                                   |
| 2001/02 | Высшая Лига (I)      | 2 (8 место в регулярном чемпионате) |

## Достижения клуба
- Чемпион СССР по мини-футболу: 1991
- Обладатель Кубка России по мини-футболу: 2000/01
- Обладатель Суперкубка России по мини-футболу: 2001
- Обладатель Кубка Высшей лиги по мини-футболу: 1997
- Победитель турнира «Кубок Урала»: 2000